# Rother
Rother es un distrito no metropolitano del condado de Sussex Oriental (Inglaterra). Tiene una superficie de 509,43 km². Según el censo de 2001, Rother estaba habitado por 85 428 personas y su densidad de población era de 167,69 hab/km².